# Limhamn-Bunkeflo
Limhamn-Bunkeflo var en af 10 bydele i Malmö kommun i Skåne frem til omorganiseringen af byområderne i kommunen pr. 1. juli 2013. Limhamn-Bunkeflo var arealmæssigt Malmøs største bydel og havde 42.615(2012) indbyggere.
Limhamn-Bunkeflo indgår nu, sammen med Hyllie i byområdet Väster.
Limhamn-Bunkeflo har både strand som grønne områder. Bydelen består af Limhamn, Bunkeflo, Bunkeflostrand, Klagshamn, Västra Klagstorp, Vintrie, Naffentorp, Skymparp og Tygelsjö.